# IC 3063
IC 3063 је спирална галаксија у сазвјежђу Дјевица која се налази на листи објеката дубоког неба у Индекс каталогу.
Деклинација објекта је + 12° 0' 58" а ректасцензија 12h 15m 6,8s. Привидна величина (магнитуда) објекта IC 3063 износи 13,9 а фотографска магнитуда 14,8. IC 3063 је још познат и под ознакама UGC 7259, MCG 2-31-64, CGCG 69-102, VCC 135, PGC 39160.